# Hockey Club Montecchio Precalcino 2022-2023
Questa voce raccoglie le informazioni riguardanti l'Hockey Club Montecchio Precalcino nelle competizioni ufficiali della stagione 2022-2023.

## Maglie e sponsor
| 1ª divisa | 2ª divisa |

## Organico

### Giocatori
| N° | Naz.                 | Ruolo | Sportivo              |  |  |  |
| -- | -------------------- | ----- | --------------------- |  |  |  |
| 1  | Spagna (bandiera)    | P     | Arnau Martinez Borras |  |  |  |
| 6  | Italia (bandiera)    | E     | Andrea Zanini         |  |  |  |
| 9  | Italia (bandiera)    | E     | Matteo Cardella       |  |  |  |
| 17 | Italia (bandiera)    | E     | Stefano Campagnolo    |  |  |  |
| 19 | Italia (bandiera)    | E     | Ernest Cinquini       |  |  |  |
| 23 | Italia (bandiera)    | E     | Elia Guglielmi        |  |  |  |
| 59 | Argentina (bandiera) | E     | Facundo Posito        |  |  |  |
| 88 | Argentina (bandiera) | E     | Manuel Mir            |  |  |  |
| 91 | Italia (bandiera)    | P     | Cristian Cocco        |  |  |  |

### Staff tecnico
- Allenatore:  Roberto Zonta
- Allenatore in seconda:
- Preparatore atletico:
- Meccanico:

## Mercato
| Acquisti | Acquisti              | Acquisti    | Acquisti |
| R.       | Nome                  | da          |          |
| -------- | --------------------- | ----------- | -------- |
| E        | Matteo Cardella       | Sarzana     |          |
| E        | Ernest Cinquini       | Sarzana     |          |
| P        | Cristian Cocco        | Sandrigo    |          |
| E        | Elia Guglielmi        | Bassano (B) |          |
| E        | Arnau Martinez Borras | Barcellona  |          |
| E        | Manuel Mir            | Valdagno    |          |

| Cessioni | Cessioni         | Cessioni | Cessioni |
| R.       | Nome             | a        |          |
| -------- | ---------------- | -------- | -------- |
| E        | Matteo Loguercio | Vercelli |          |
| P        | Marco Todeschini | Valdagno |          |